# Madame Sherry (Operette)
Madame Sherry ist eine Operette in drei Akten des Komponisten Hugo Felix; das Libretto schrieb Maurice Ordonneau und Benno Jacobson übersetzte es in die deutsche Sprache. Die Operette hatte im November 1902 Uraufführung im Central Theater Berlin. In Wien wurde sie am 10. Oktober 1903 erstmals im Carltheater herausgebracht. Das erfolgreiche Theaterstück adaptierte der Komponist Karl Hoschna und schuf damit 1910 ein ebenfalls sehr erfolgreiches Musical gleichen Namens.

## Handlung
1. Akt – Salon in Anatoles Wohnung
Catherine, die Haushälterin von Anatole, streitet sich mit Lieferanten um unbezahlte Rechnungen und wirft sie aus der Wohnung. Aurillac, ihr Ehemann, kommt hinzu und bewundert das Durchsetzungsvermögen Catherines einerseits, andererseits ist er auch (da italienischer Abstammung) sehr eifersüchtig, da Anatole, deren Arbeitgeber, ein Filou ist und sogar im Verdacht steht, ein Libertin zu sein.
Zur Zeit hat Anatole eine Affäre mit der Tänzerin Mistigrette, die auch zeitweise bei ihm wohnt. Offiziell gibt Anatole Mistigrette Klavierunterricht. Anatoles Onkel, Mac Sherry aus Schottland, unterstützt ihn finanziell sehr großzügig, um Anatoles Ausbildung zum Musikprofessor zu gewährleisten. Regelmäßig besucht auch Leonard die Wohnung Anatoles, um bei Mistigrette Musikunterricht zu nehmen, da er sich in sie verliebt hat und sie heiraten möchte.
Anatole lässt die beiden am Klavier allein und geht zur Post. Nur durch die regelmäßigen Geldanweisungen seines Onkels kann er seinen Bankrott bisher abwenden. Kaum ist Anatole aus dem Haus, kommen Freunde, um sich zu amüsieren. Sie trinken auf das Wohl von Anatoles Ehefrau und dessen Kinder. Er hat zwar beides nicht, aber vor Zeiten schon seinem Onkel eine Heirat vorgeschwindelt, um an mehr Geld zu kommen. Später hatte er dann auch einen Sohn, Epaminondas, und eine Tochter, Scholastika, erfunden.
Die Freunde plündern Anatoles Weinvorräte und singen Das Lied vom Trick. Anatole kehrt zurück und lädt seine Freunde ins Café ein. Leonard und Mistigrette bleiben in trauter Zweisamkeit in der Wohnung. Sie hält ihn hin, hofft aber auf einen Heiratsantrag. Als es gerade so weit zu sein scheint, stürmt eine ehemalige Geliebte Leonards, Pepita, herein und bedroht Mistigrette (das Lied vom Dolche). Dann verschwindet sie so schnell, wie sie gekommen ist; doch bevor die beiden ihr trauliches Zusammensein genießen können, werden sie erneut gestört.
Mac Sherry ist mit seiner Nichte Jane nach Paris gekommen, um seinen Neffen Anatole zu überraschen. In der Wohnung Anatoles überraschen sie Mistigrette und Leonard und halten sie für Epaminondas und Scholastika. Gleichzeitig mit Onkel und Cousine kommt Anatole zurück in die Wohnung. Als er seinen Onkel sieht, ist er vor Schreck außer sich. In seiner Verzweiflung stellt er Catherine als seine Ehefrau vor und Mistigrette und Leonard als seine Kinder. Zufällig belauscht Aurillac dieses Gespräch und fühlt sich in seiner Eifersucht bestätigt.
Anatoles Freunde kommen zurück und wollen weiterfeiern. Da Onkel Mac Sherry nun vom Eheglück Anatoles überzeugt ist, kleiden sich die beiden in ihre schottische Nationaltracht und mischen sich unter die Feiernden. Als Höhepunkt spielen sie auf dem Dudelsack schottische Weisen und führen einen Volkstanz auf.
2. Akt – Kleiner Saal im Restaurant „Zum goldenen Rüssel“
Die „ganze Familie“ (Mac Sherry, Catherine, Leonard, Mistigrette, Aurillac) bestellt ein exquisites Mahl. Anatole und Jane haben sich ineinander verliebt und unternehmen eine Kutschfahrt. Sie kommen später zu den anderen und berichten von dieser Ausfahrt (das Lied von der Droschke). Jane ist verzückt und jeder ihrer Sätze endet mit: „... sagt mein Cousin!“
Es entstehen weitere Missverständnisse, als ein Theaterkostüm für Mistigrette geliefert wird. Mühsam erfindet Anatole eine Beteiligung an einer Veranstaltung zu wohltätigen Zwecken. Da erscheint Pepita und bringt weitere Unruhe in die Gesellschaft. In diesem Durcheinander belauscht Mac Sherry die Anwesenden und erfährt zu seinem Schrecken, dass Anatoles Ehefrau eine Liaison mit dem Faktotum Aurillac unterhält und die Geschwister Mistigrette und Leonard einander lieben. Außerdem keimt in ihm der Verdacht, dass Anatole eine verbotene Beziehung zu seiner Tochter hat.
Während sich Mac Sherry von diesen Neuigkeiten erholt, kommt es zwischen Anatole und Jane zu einer Aussprache. Er gesteht ihr den ganzen Schwindel und hält um ihre Hand an. Als sie gerade „Ja“ sagen will, kommt Onkel Mac Sherry dazu. Als er von der Verbindung Anatoles mit Jane hört, läuft er beinahe Amok und will keinerlei Erklärung mehr hören.
Die Richtigstellung der ganzen Verwicklungen gestaltet sich aber schwieriger als gedacht. Aurillac und Catherine sind betrunken, Pepita ist erneut erschienen und fordert Genugtuung von Mistigrette. Diese will gerade zu ihrem Auftritt im Theater, als sie Mac Sherry in ihrem Kostüm – weil unschicklich gekleidet – nicht aus dem Hause lassen will. Anatole kämpft mit Aurillac, da dieser angetrunken Catherine verprügeln will und Jane versucht den rasenden Onkel zu bremsen, der nun erst recht nach Aufklärung verlangt.
3. Akt – Treppenaufgang im Hotel „Terminus“
Mac Sherry führt die „ganze Familie“ ins Hotel Terminus. Dort soll jeder in einem eigenen Zimmer übernachten und sich ausschlafen, da der Onkel für den nächsten Tag nach dem Frühstück eine absolute General-Aufklärung angekündigt hat. Bei der Verteilung der Zimmer kommt es wiederum zu Missverständnissen. Heimlich treffen sich Anatole und Jane (Duett Schlechtes Wetter).
Vor Aufregung kann Mac Sherry nicht schlafen und setzt sich auf eine Couch in einem Alkoven des Treppenhauses. Dort bemerkt ihn Anatole und hat einen Plan. Er holt Mistigrette, Jane und Pepita und diese sollen dem Onkel schmeicheln, um ihn sanft zu stimmen. Später kommt auch noch Catherine dazu und die vier Frauen singen dem Onkel ein Quartett. Plötzlich kommt Anatole dazu und erwischt seinen Onkel in einer verfänglichen Situation mit vier Frauen auf der Couch.
Bevor sich nun der Onkel erklären kann, erzählt Anatole seinem Onkel die Wahrheit: Catherine und Aurillac sind miteinander verheiratet, Mistigrette ist nur eine Klavierschülerin und Leonard der Sohn des bolivianischen Staatspräsidenten. Als nun Anatole beim Onkel offiziell um die Hand seiner Cousine Jane anhält, gibt dieser seine Einwilligung und hofft auf einen baldigen Enkelsohn. Alles ist aufgeklärt, alle sind glücklich und lachend lädt Mac Sherry zu mitternächtlichem Champagner.